# El proyecto Lázaro
El proyecto Lázaro es una novela de 2008 del escritor de ficción y periodista bosnio Aleksandar Hemon. 
Narra la historia real de la muerte de Lazarus Averbuch, un adolescente judío inmigrante en Chicago que fue muerto a tiros por un oficial de policía en 1908.  En un segundo nivel, el actual, un aspirante a escritor llamado Vladimir Brik, que llega a América desde los Balcanes, sigue la pista del olvidado Lázaro. 
Fue finalista del Premio Nacional del Libro de 2008 y del Premio del Círculo Nacional de Críticos de Libros, así como ganador del Premio Jan Michalski de Literatura inaugural en 2010. 

## Contexto histórico
Temprano en la mañana del lunes 2 de marzo de 1908, Lazarus Averbuch visitó la casa  de George Shippy, jefe de policía de Chicago, en Lincoln Park .  Averbuch entró en la residencia a las 9 de la mañana, hubo disparos y Averbuch murió.  Según Shippy, esta fue la cuarta visita de Averbuch en dos días, lo que lo convertía en una figura sospechosa. Cuando se encontraron en la entrada de Shippy, Shippy agarró a Averbuch por los brazos, intentando dominarlo. Luego, Averbuch supuestamente sacó un cuchillo e hirió a Shippy en el brazo. Averbuch sacó un revólver y disparó, alcanzando al hijo de Shippy, Harry, mientras ésta entraba desde arriba  para investigar el ruido. El conductor y guardaespaldas de Shippy, James Foley, entró a la casa e intentó sujetar a Averbuch. Averbuch le disparó a Foley en la mano antes de que Foley y Shippy le dispararan repetidamente.  Los periódicos informaron que Averbuch, un anarquista, quería asesinar a Shippy porque Shippy clausuró una manifestación anarquista. 
Este relato ha sido cuestionado como una mala interpretación de los acontecimientos. Algunas cuentas informan que el único objeto que llevaba Averbuch era un sobre con el nombre y la dirección de Shippy. Dentro había una hoja de papel, a veces descrita como en blanco,  o era una hoja de papel reutilizada, con el precio de los huevos escrito en un lado (probablemente un papel del trabajo de Averbuch).  Es posible que Averbuch haya estado buscando una carta de buena conducta del jefe de policía, lo cual era costumbre en el Imperio ruso.  La prensa judía de Chicago argumentó que buscaba una carta de buena conducta para viajar u obtener trabajo fuera de Chicago.  La prensa judía, incluido el Jewish Courier, también sostuvo que todos los disparos provinieron de las armas de Shippy y Foley.  Olga Averbuch dijo que su hermano no podía permitirse un arma y no sabía cómo usarla. 
Después del asesinato, la policía de Chicago inició una búsqueda de un "hombre de pelo rizado" que alguien vio con Averbuch antes del tiroteo.  La policía detuvo a presuntos anarquistas y a aquellos que consideraba que podían convertirse en anarquistas, en su mayoría inmigrantes de Europa del Este . Este tipo de ataques contra los inmigrantes era sintomático de la época. Poco después de la muerte de Averbuch se adoptó una ley federal que permitía a las autoridades deportar a inmigrantes recientes por su participación en el anarquismo u otras malas conductas.  Dos días después del tiroteo, la anarquista Emma Goldman llegó a Chicago. Debido a la indignación pública y la cobertura negativa de la prensa sobre los anarquistas, la policía la acosó y canceló su discurso previsto. 
Tras la muerte de Averbuch, Olga Averbuch fue detenida por la policía e interrogada durante 72 horas.  Sin saber primero que estaba muerto, Olga se encontró con el cuerpo de Averbuch, dañado por disparos y malos tratos por parte de policías enojados.  En los días siguientes, Olga luchó por convencer a la policía y al público de que Lazarus Averbuch no era anarquista.  Según los informes, las autoridades enterraron el cuerpo de Averbuch en una fosa de pobres y luego, cuando iban a exhumarlo y darle un entierro judío, su cuerpo había desaparecido. Después de tres días, con un gran apoyo de los miembros de la comunidad, su cuerpo fue recuperado, pero le habían extraído el cerebro (posiblemente en un intento de estudiar el cerebro de un anarquista). Después de unos días más de investigación, se recuperó su cerebro y Averbuch fue enterrado adecuadamente.  Su lugar de descanso final, bajo el nombre de Jerome Auerbach, se encuentra en el cementerio Ridge Lawn en Pulaski Road en el área comunitaria de North Park de Chicago.  Olga Averbuch regresó a Ucrania, al Imperio Ruso. Muchos judíos de su región murieron en los campos de exterminio nazis, pero el nombre de Olga no figuraba entre los muertos. 
El jefe de policía George Shippy nunca volvió a trabajar. Después del tiroteo, Shippy desarrolló "tendencias irracionales" y se le recetó reposo. Esta cura no fue efectiva y Shippy renunció a su cargo. Con el paso de los años, Shippy se volvió violento y se asignaron guardias a su casa para proteger a su familia. En febrero de 1913, Shippy fue trasladado de su casa a un hospital psiquiátrico en Kankakee, Illinois . Murió el 13 de abril de 1913 de paresia, probablemente como resultado de una sífilis en etapa tardía. 

## Antecedentes
En una entrevista Hemon habló de su motivación para escribir sobre el tema: "Lo que inicialmente me atrajo fue la tragedia de su inmigración [de Averbuch] a Estados Unidos. Había sobrevivido a un pogromo, pasó un tiempo desagradable en campos de refugiados y llegó a Chicago para ser asesinado por el jefe [de policía] Shippy, después de sólo 7 u 8 meses de estar aquí. El sueño americano no le funcionó en absoluto y su historia fue eliminada de esa gran narrativa." 

## Recepción
The Lazarus Project recibió críticas destacadas de Booklist,  Kirkus Reviews,  y Publishers Weekly . 
Kirkus calificó el libro como "[una] obra literaria que combina el impulso narrativo con meditaciones sobre la identidad y la mortalidad". Glyn Maxwell, de London Review of Books, comentó: "Historias. Historias verdaderas, historias falsas, buenas historias, historias malas. Todo en la hermosa nueva novela de Hemon tiembla dentro de esta matriz, donde la fuerza o el encanto de una historia es al menos tan significativo como su veracidad. " 
Numerosos críticos destacaron la prosa de Hemon. Publishers Weekly dijo: "La prosa profesional de Hemon subraya su ingenio penetrante, y entre los asesinatos que cierran la novela, hay suficiente patetismo e indignación como para destrozar incluso el corazón más duro".  Donna Seaman de Booklist estuvo de acuerdo con el sentimiento: "Las frases de Hemon hierven y silban, su peligrosa belleza se combina con las elocuentes fotografías en blanco y negro de Velibor Bozovic, creando una novela excoriante de rara claridad moral".  Carol Anshaw, que escribe para Los Angeles Times, añadió: "Hemon tiene un talento inmenso: un narrador natural y un poeta, un creador de frases asombrosas y hermosas en lo que es su segundo idioma". 
En Literary Review, John Dugdale escribió: "Aleksandar Hemon es esencialmente un miniaturista con talento para descripciones estilísticamente llamativas, y su mejor momento es aquí en pasajes que evocan el apartamento y el vecindario de Olga. Basándose en esta evidencia, debería atenerse a los bocetos y cuentos en los que sobresale, en lugar de ceder a las presiones familiares para producir ficción de larga duración". 
En un artículo para el New York Times, Cathleen Schine dice que el libro es "una crónica notable y sorprendentemente entretenida de pérdida, desesperanza y crueldad impulsada por una elocuente e irritable inquietud existencial. Está, contra todo pronóstico, llena de humor y llena de chistes." Escribiendo para The Guardian, James Lasdun proporcionó una crítica negativa, señalando: El Proyecto Lázaro es uno de varios libros recientes que giran en torno a estos temas. Sus sentimientos son todos muy correctos y loables, pero como novela me parece en gran medida un fracaso. Se opta, inicialmente, por el ángulo oblicuo... La reconstrucción del período claramente no es el juego de Hemon... Lo que parece interesarle más son las diversas cuestiones prácticas y metafísicas que plantea su propio deseo de contar la historia. El resultado es una construcción posmoderna familiar: una novela sobre la escritura de una novela... Al carecer de la presión de una trama, estos pasajes lo apuestan todo por su puro interés como escritura. 
| Año  | Premio/Honor                                                        | Resultado | Referencia    |
| ---- | ------------------------------------------------------------------- | --------- | ------------- |
| 2008 | Lista de libros Elección del editor: libros para adultos            | Selección | [ 24 ]        |
| 2008 | Premio Heartland de ficción del Chicago Tribune                     | Ganador   |               |
| 2008 | Premio del Círculo Nacional de Críticos de Libros                   | Finalista | [ 25 ] [ 26 ] |
| 2008 | Premio Nacional del Libro                                           | Finalista | [ 17 ]        |
| 2009 | Premio de ficción para adultos de la Sociedad de Autores de Midland | Ganador   | [ 27 ]        |
| 2010 | Premio Jan Michalski de Literatura                                  | Ganador   | [ 28 ] [ 29 ] |
| 2011 | Premio Gregor von Rezzori                                           | Ganador   | [ 30 ]        |